# NGC 7270
NGC 7270 (другие обозначения — PGC 68748, UGC 12019, MCG 5-52-15, ZWG 494.21, IRAS22215+3209) — спиральная галактика (Sc) в созвездии Пегас.
Этот объект входит в число перечисленных в оригинальной редакции «Нового общего каталога».